# كفر العلماء
قرية كفر العلماء هي إحدى القرى التابعة لمركز فاقوس في محافظة الشرقية في جمهورية مصر العربية. حسب إحصاءات سنة 2006، بلغ إجمالي السكان في كفر العلماء 3820 نسمة، منهم 2021 رجل و1799 امرأة.